# جون جاي أوسبورن الابن
جون جاي أوسبورن الابن (بالإنجليزية: John Jay Osborn Jr.)‏ (5 أغسطس 1945)؛ كاتب وروائي أمريكي.